# Атлантик (списание)
„Атлантик“ (на английски: The Atlantic, основано като „Атлантик Мънтли“, The Atlantic Monthly) е американско списание, основано в Бостън, Масачусетс през 1857 г. То се издига като списание за литературни и културни коментари. Скоро придобива национална репутация. Списанието предоставя платформа за нови писатели и поети и спомага за развитието на кариерата на влиятелни личности. Публикува статии за робството, образованието и други основни въпроси в политиката на своето време.
Днес списанието служи като общ справочен журнал. С фокус върху „външната политика, политиката и икономиката, (както и) културните течения“. Той е предназначен за аудитория от водещи мислители. Базата му е във Вашингтон.
Списанието е основано от група водещи писатели и мислители, включително Хариет Бичър Стоу, Ралф Уолдо Емерсън, Хенри Уодсуърт Лонгфелоу, Оливър Уендел Холмс, Джон Грийнлийф Уитър и Джеймс Ръсел Лоуел. Лоуел е първият му редактор. От 2006 – 2016 г. списанието редактира Джеймс Бенет, брат на сенатора Майкъл Бенет от Колорадо. От 2016 г. негов редактор е Джефри Голдбърг.